# شرح قطر الندى وبل الصدى
شرح قطر الندى وبل الصدى كتاب في النحو، مؤلفه: ابن هشام الأنصاري، وهو شرح للألفاظ التي صاغها المؤلف ابن هشام نفسه في مؤلفه المختصر المسمى: قطر الندى، ويتضمن معظم أبواب النحو بصورة قريبة من كتابه: شذور الذهب في معرفة كلام العرب، طبع الكتاب لعدة مرات، وكان من أشهرها النسخ التي طبعت بتحقيق: محمد محيي الدين عبد الحميد.

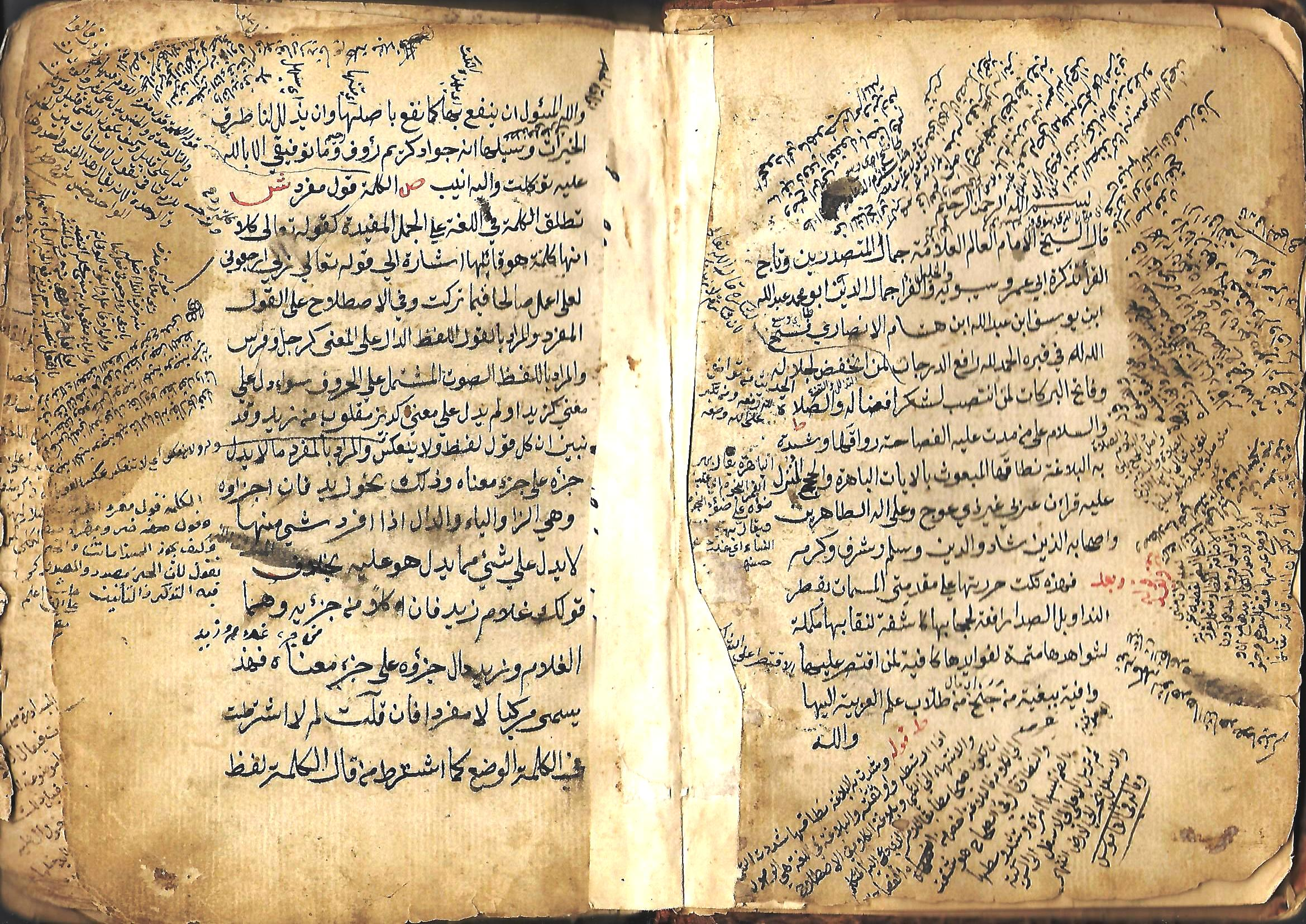
الصفحة الأولى من مخطوط (شرح قطر الندى وبل الصدى)

## قطر الندى

كتاب شرح قطر الندى وبل الصدى هو كتاب في علم النحو مؤلفه ابن هشام الأنصاري، من أئمة اللغة العربية، يتكون من أصل وشرح لنفس المؤلف، فالأصل هو متن: قطر الندى وبل الصدى، والشرح هو شرح لنفس المتن، ويتضمن معظم أبواب النحو بصورة قريبة من كتاب شذور الذهب في معرفة كلام العرب، من حيث الطرح وترتيب العناوين، إلا أنه أقل منه تفصيلا، بما يجعله أنسب للقارئ والمتعلم، في أو سط مراحل التعليم. يبدء بالكلمة، وينتهي بهمزة الوصل، يقول مؤلف قطر الندى في أوله: «بسم الله الرحمن الرحيم، الكلمة قول مفرد، وهي: اسم وفعل وحرف، فأما الاسم؛ فيعرف بأل...».
ويعتبر متن: قطر الندى موجزا تتلخص فيه قواعد نحوية بصيغة مختصرة، والشرح هو توضيح لمحتوى عبارات المتن، وبيان ما يقصد منها، ويتضمن التقسيمات والتفاصيل، ويذكر الشواهد. ويعد الكتاب أحد المراجع النحوية.

## الأعمال على متن القطر المطبوعة:[3]
1. شرح قطر الندى لابن هشام نفسه.
2. مجيب الندا إلى شرح قطر الندى للفاكهي المتوفى 972هـ وفرغ منه 924هـ. وعليه حاشية ياسين الحمصي المتوفى 1061هـ.
3. مغيث الندا للخطيب الشربيني المتوفى 977هـ.

## مؤلف الكتاب
مؤلف الكتاب متنا وشرحا هو: جمال الدين ابن هشام، أبو محمد عبد الله ابن يوسف بن أحمد بن عبد الله ابن يوسف المعروف بـابن هشام الأنصاري (708 - 761 هـ ) (1309 - 1360م) من أئمة العربية.

## محتويات الكتاب
يحتوي الكتاب على معظم أبواب النحو، مرتبة بصورة أقرب من عناوين شذور الذهب، بدء بالكلمة والكلام وتقديم المرفوعات ثم المنصوبات ثم المخفوضات، وأهم هذه العناوين:
- الكلم 
  -  الاسم 
  -  الفعل
  -  الحرف
- الكلام
- فصل: أنواع الإعراب
- فصل: تقدير الحركات
- فصل: المضارع
- فصل: الاسم ضربان
- باب المبتدأ والخبر
- باب النواسخ لحكم المبتدإ والخبر
- ما النافية عند الحجازيين
- لا النافية
- لاتَ
- إِنَّ
- لا النافية للجنس
- باب: الفاعل
- باب النائب عن الفاعل
- باب الاشتغال
- باب في التنازع
- باب المفعول  المفعول به
- المنادى. المقرون بأل
- جواز ترخيم المنادى المعرفة
- الاستغاثة
- المفعول المطلق
- المفعول له
- المفعول فيه
- المفعول معه
- الحال
- التمييز
- المستثنى
- خفض الاسم
- باب ما يعمل عمل فعله
- اسم الفعل  المصدر
- اسم الفاعل
- اسم المفعول
- اسم التفضيل
- باب التوابع
  - النعت 
  -  التوكيد
  -  عطف البيان
- باب: العدد
- باب موانع صرف الاسم
- باب التعجب
- باب الوقف
- فصل همزة اسم بكسر وضم.

## الأعمال على شرح قطر الندى المطبوعة:[3]

### الحواشي
1. حاشية الفيشي المتوفى 1061هـ.
2. حاشية السجاعي وفرغ منها 1177هـ. وعليها تعليق شيخ الأزهر الأنبابي.
3. حاشية حسن عبد الكبير المتوفى 1233هـ.
4. حاشية الألوسي المتوفى 1270هـ وصل فيها إلى باب الحال، وأتمها ابنه نعمان وسمى تكملته: الطارق والتالد في تكملة حاشية الوالد.
5. حاشية محمد بن عاشور المتوفى 1284هـ.

### الشواهد
وهي (150) شاهداً شعرياً، وممن وضحها توثيقاً وإعراباً وشرحاً:
1. الخطيب الشربيني المتوفى 977هـ.
2. عثمان بن مكي الزبيدي المعروف بابن مكي التوزري، وسماه: معالم الاهتدا شرح شواهد قطر الندى.

ولرياض الخوام: إعراب الآيات والأحاديث وأقوال الصحابة.